# Ratpenat llengut de Bokermann
El ratpenat llengut de Bokermann (Lonchophylla bokermanni) és una espècie de ratpenat de la família dels fil·lostòmids. Viu al sud-est del Brasil.